# Mylomys dybowskii
Mylomys dybowskii là một loài động vật có vú trong họ Chuột, bộ Gặm nhấm. Loài này được Pousargues mô tả năm 1893.